# 川口民一
川口 民一（かわぐち たみかず、1931年〈昭和6年〉7月23日 - 2022年〈令和4年〉5月30日）は、日本の政治家。岩手県雫石町長（2期）や岩手県議会議員（1期）を歴任。

## 来歴
岩手県岩手郡雫石町出身。旧制岩手県立盛岡農学校（現・岩手県立盛岡農業高等学校）卒。卒業後の1949年御所村役場に入る（のち合併で雫石町役場勤務）。1971年雫石町議会議員に当選。4期務め、副議長、議長を務めた。
1986年、雫石町長選挙に立候補し、現職を破って当選。1989年に鶯宿温泉開発(株)社長と雫石町観光協会会長に就任した。雫石町長は2期務め、1994年の町長選挙で元岩手県議会議長の川口善弥に敗れた。1998年の町長選挙に立候補したが現職の川口善弥に敗れた。
1999年の岩手県議会議員選挙岩手郡選挙区から自由党公認で立候補して当選した。2002年の雫石町長選挙に立候補したが元岩手県議会議員の中屋敷十に敗れた。
2009年の第45回衆議院議員総選挙に民主党から比例東北ブロック単独26位で立候補するも落選。比例単独25位の山口和之（理学療法士）までが当選となり、次点（繰り上げ当選順位1番目）となる。しかし、2012年10月5日に民主党を除籍となり、比例名簿からも削除された。10月9日に民主党比例東北ブロック選出の和嶋未希が山形県酒田市長選挙に立候補するため辞職したことに伴い、同月19日に繰上補充の選挙会が開かれ、選挙時の名簿では川口より下位であった渡部一夫が同月22日に繰り上げ当選となった。川口は同年の第46回衆議院議員総選挙に日本未来の党から比例東北ブロック単独16位で立候補したが落選した。
2022年5月30日午前10時35分、前立腺がんのため、盛岡市内の病院で死去。90歳没。